# Enneasíl·lab
L'enneasíl·lab és un vers d'art major compost per nou síl·labes i en català és un vers molt poc utilitzat, perquè s'ha tendit més a utilitzar els versos de set o vuit síl·labes i sobretot el vers decasíl·lab, el vers d'art major per excel·lència del català.

## Exemple
Quan la nit de les potes d'aranya
ha teixit la foscor com un vel
i el perfil de la muntanya
s'esvaeix en la corba del cel, (...)

Carles Fages de Climent. Les bruixes de Llers (Balada del llum encantat)